# 電圧フリッカ

電圧フリッカを含む電圧の波形

電圧フリッカ（でんあつフリッカ、英語: voltage flicker）は、電圧が短い周期で変動することを意味する。電灯の明るさにちらつき感（フリッカ）を生じさせ、著しい場合は人に不快感を与える。

## 現象と影響
電圧フリッカは、1秒間に数十回から1分間に1、2回程度の電圧変動を指す。これにより、人が電灯（特に白熱電球）のちらつきを感じることがあり、著しい場合は不快感を覚える。また、電圧フリッカは誘導電動機の起動渋滞・トルク低下、情報通信機器の誤作動を引き起こすことがある。
電圧フリッカが問題となる地域は、配電用変電所から遠く離れた山間部が多く、都市部は少ない。

### 局所的な電圧フリッカ
従来の電圧フリッカは、電気炉、X線装置などの一時に大量の電力を消費する設備の周辺のごく限られた範囲で発生していた。

### 広域の電圧フリッカ
九州では、2010年代以降、複数県にまたがるほどの広域で電圧フリッカが発生するようになった。九州電力によれば、このような広域の電圧フリッカは、2014年10月に宮崎県東諸県郡国富町の一部で初めて確認された。九州以外では、東京電力パワーグリッドが電気を供給する茨城県内の一部でも同様の電圧フリッカが発生している。

## 原因
電力会社（一般送配電事業者）の設備自体には電圧フリッカの発生原因はない。九州電力送配電は法的責任を負わないとの見解を表明している。

### 変動負荷
従来の局所的な電圧フリッカの原因は需要家の変動負荷にある。負荷が周期的に変動することにより、電源から負荷に流れる電流が周期的に変動する。電源と負荷との間の電圧降下は電流に比例する。そして、電源の電圧から電圧降下を差し引いた電圧が負荷側に現れることから、電流の変動により、負荷側の電圧の変動が生ずる。
電圧フリッカを引き起こす変動負荷としては、電動機、電気溶接機、アーク炉がある。電動機は、起動時に大きな電流が流れる特性があるため、電動機の起動と停止とが頻繁に繰り返されるとき、電圧フリッカを発生させる。電気溶接機は電流の通・断を頻繁に繰り返すため、電圧フリッカを発生させる。アーク炉は、鉄くずを溶解するときの電流が不規則に動揺するため、電圧フリッカを発生させる。
電圧動揺の大きさは、電源のリアクタンス Xs と変動負荷の無効電力の変動 ΔQ との積 Xs・ΔQ に比例すると近似できる。配電用変電所から遠く離れた地域で電圧フリッカが問題となりやすいのは、配電線が長く Xs が大きいためと考えられる。

### パワーコンディショナーの単独運転検出機能
九州で頻発した広域の電圧フリッカの原因は、太陽光発電設備のパワーコンディショナー (PCS) にあることが判明した。具体的には、新型能動的方式という PCS の単独運転検出機能が電圧フリッカを発生させる。
PCS には、電力系統の停電（太陽光発電設備の単独運転）を検出して太陽光発電設備を系統から切り離す（解列する）ことが求められる。さもないと、配電用変電所で配電線の事故を検出して遮断器を開放しても、太陽光発電設備からの電流が事故点に流れ続けたり、太陽光発電設備により配電線が充電されたままになったりして危険なためである。新型能動的方式は、系統の停電を迅速・確実に検出するために開発されたもので、系統の周波数が標準周波数（50 Hz または 60 Hz）からずれた場合に、ずれを助長するように無効電力の変動を発生し、これにより周波数が設定範囲を外れた場合に停電と判定するものである。
多数の太陽光発電設備が電力系統に導入された場合、系統周波数の動揺を合図に、多数の PCS が一斉に無効電力を変動させる結果、系統全体では大きな ΔQ が発生し、これが広域の電圧フリッカを引き起こす。

### 未知の原因
広域の電圧フリッカが問題になった九州では、2018年春までに3万台の PCS を改修した結果、電圧フリッカは一旦、収まった。しかし、2020年3月以降、広域の電圧フリッカの再発が見られるようになった。九州の電力系統を運用する九州電力送配電の担当者によれば、再発は、太陽光発電の出力が高まる昼間に確認されることから、太陽光発電に関係していることは確からしいが、過去の電圧フリッカとは周期が異なることから、過去の電圧フリッカと全く同じメカニズムとは考えにくいとのことであり、2020年時点では具体的な原因は判明していない。

## 対策

### 専用給電線・専用変圧器
アーク炉に電力を供給する給電線・変圧器を、電灯などの一般負荷に電力を供給するものとは別にすることにより、アーク炉の負荷変動が一般負荷に加わる電圧に影響することを避けることができる。

### 系統インピーダンスの低減
電圧動揺の大きさが Xs・ΔQ に比例することから、系統インピーダンス、特に電源のリアクタンス Xs を低減することで、電圧フリッカを軽減することができる。配電用変圧器を容量の大きいものに取り替える、配電線を断面積の大きいものに取り替えるなどの工事が必要になる。

### 無効電力の変動の低減
電圧動揺の大きさが Xs・ΔQ に比例することから、無効電力の変動 ΔQ を小さくすることによっても、電圧フリッカを軽減することができる。静止型無効電力補償装置の使用が現在の主流である。

### パワーコンディショナーの設定変更
太陽光発電用のパワーコンディショナー (PCS) の機能が電圧フリッカの原因であることが判明した後、日本電機工業会 (JEMA) が JEM 1498「分散型電源用単相パワーコンディショナの標準形能動的単独運転検出方式（ステップ注入付周波数フィードバック方式）」を改定し、電圧フリッカ対策を追加した。JEMA 会員企業は2020年4月以降は電圧フリッカ対策済みの PCS を生産しているはずである。
電圧フリッカ対策が施されていない既設の PCS については、東京電力パワーグリッドと九州電力送配電が設定変更を求めている。ただし、ソフトウェアの更新が必要な機種や設定変更ができない機種もある。

### 一時しのぎ
九州電力送配電では、電圧フリッカが発生しているときの対応として、電圧フリッカが収まるまで待つか、照明の電源を切ることを公表している。
九州電力は、大学入学試験の会場の照明にちらつきが発生した場合、受験生が試験に集中できないおそれがあると懸念し、会場の電圧を安定させるための高圧発電機車を派遣できるように待機させたことがある。

## 指標と許容値

### ΔV10
日本では、電圧フリッカの程度を表す指標として ΔV10 を用いることが多い。人間は毎秒10回の頻度で発生する白熱電球のちらつきに対して最も敏感であるという。実際に起こる電圧フリッカは様々な周波数の成分を含んでいるので、周波数ごとの人間の感度を考慮して実際の電圧フリッカを10 Hzの電圧フリッカの電圧変動幅に換算した値が ΔV10 である。ΔV10 = 0.45 V は半数の人がちらつきを認識する水準であり、日本の電力会社（一般送配電事業者）は ΔV10 が0.45 V以下になるように管理している。

### Pst
Pst は世界的に使われている電圧フリッカの指標であり、IEC 61000-4-15 という国際標準となっている。